# The Four Pennies
The Four Pennies war eine britische Popband der frühen 1960er-Jahre.
Gegründet wurde die Formation in Blackburn, England. Leadsänger Lionel Morton hatte dort sieben Jahre im Kirchenchor gesungen – eine gute Voraussetzung für seine spätere Hauptrolle in dem Musical Jesus Christ Superstar. Im Oktober 1963 bekamen die Four Pennies ihren ersten Plattenvertrag. 1964 erschien ihre erste Single „Do You Want Me To?“, diese platzierte sich gleich in den britischen Charts. Die zweite Single Juliet wurde ihr größter Erfolg und erreichte Platz 1 der Hitparade. Mitte 1966 zerfiel die Gruppe.

## Mitglieder
- Alan Buck, * 7. April 1943, Schlagzeug
- Fritz Fryer, * 6. Dezember 1944 (als David Roderick Carnie), Gitarre
- Lionel Morton, * 14. August 1942, Gesang
- Mike Wilsh, * 21. Juli 1945, Bass

## Diskografie

### Alben
| Jahr | Titel                         | Höchstplatzierung, Gesamtwochen, AuszeichnungChartsChartplatzierungen (Jahr, Titel, Platzierungen, Wochen, Auszeichnungen, Anmerkungen) | Anmerkungen |
| Jahr | Titel                         | UK | Anmerkungen |
| ---- | ----------------------------- | --- | ----------- |
| 1964 | Two Sides of the Four Pennies | UK13 (5 Wo.)UK |             |

Weitere Alben
- 1966: Mixed Bag

### EPs
- 1964: The Four Pennies
- 1964: Spin with the Pennies
- 1965: The Swinging Side of The Four Pennies
- 1965: The Smooth Side of The Four Pennies

### Singles
| Jahr | Titel Album                                     | Höchstplatzierung, Gesamtwochen, AuszeichnungChartsChartplatzierungen (Jahr, Titel, Album, Platzierungen, Wochen, Auszeichnungen, Anmerkungen) | Anmerkungen |
| Jahr | Titel Album                                     | UK | Anmerkungen |
| ---- | ----------------------------------------------- | --- | ----------- |
| 1964 | Do You Want Me To Two Sides of the Four Pennies | UK47 (2 Wo.)UK |             |
| 1964 | Juliet                                          | UK1 (15 Wo.)UK |             |
| 1964 | I Found Out the Hard Way                        | UK14 (11 Wo.)UK |             |
| 1964 | Black Girl                                      | UK20 (12 Wo.)UK |             |
| 1965 | Until It’s Time for You to Go                   | UK19 (11 Wo.)UK |             |
| 1966 | Trouble Is My Middle Name                       | UK32 (5 Wo.)UK |             |

Weitere Singles
- 1965: The Way of Love
- 1966: Keep The Freeway Open
- 1966: No More Sad Songs for Me